# カリア・ラニアー
カリア・ラニアー（Khalia Lanier、1998年9月19日 - ）は、アメリカ合衆国の女子バレーボール選手。アメリカ合衆国代表。

## 来歴
スコッツデール出身。南カリフォルニア大学を卒業後、2020年、プエルトリコのPinkin de Corozalでプレーした。その後、イタリアセリエA1のベルガモと契約し、3年間プレーした。2022/23シーズンのリーグは7位で終えた。2023/24シーズンはイタリアセリエA1の強豪イモコ・コネリアーノでプレーする。
アンダーカテゴリーの代表として2015年、U-18世界選手権で銀メダルを獲得した。2017年のU-20パンアメリカンカップで優勝を果たした。2023年、シニアのアメリカ代表に初選出され、同年のネーションズリーグでデビューした。

## 球歴
- ネーションズリーグ - 2023年

## 所属クラブ
- 南カリフォルニア大学（2016-2020年）
- Pinkin de Corozal（2020年）
- ベルガモ（2020-2023年）
- イモコ・バレー・コネリアーノ（2023年-）